# De verschrikkelijke jaren tachtig
De verschrikkelijke jaren tachtig is een Nederlandse dramaserie die werd uitgezonden door de VPRO op NPO 3. De serie is gebaseerd op het gelijknamige boek van Tim Kamps. Het speelt zich af in de krankzinnige wereld van een woongroep in de jaren 80. De serie draait om het meisje Piet en haar pogingen om zich staande te houden in deze woonsituatie.  

## Rolverdeling
- Jacob Derwig - Bert
- Malou Gorter - Joyce
- Hannah van Lunteren - Marja 2
- Bianca Krijgsman - Karin
- Maria Kraakman - Marja 1
- Kylian de Pagter-Colin - Donnie
- Rosa van Leeuwen - Piet
- Kim van Kooten - Inez
- Eric van Sauers - Ivo

## Afleveringen
1. De woongroep
2. Tsjernobyl
3. Stiltedag
4. Ivo
5. Donnie
6. Piet
7. Jeugdzorg
8. Kut Gorkum